# Frank Höpfel
Frank Höpfel (Innsbruck, 16 december 1952) is een Oostenrijks rechtsgeleerde. Van 1990 tot 2005 was hij hoogleraar strafrecht en daarna tot 2008 rechter van het Joegoslavië-tribunaal.

## Levensloop
Höpfel studeerde rechten in Innsbruck en Genève en promoveerde in 1974 in zijn geboortestad. Hij deed verdere studie aan de Universiteit van Cambridge en de Eberhard-Karls-Universiteit in Tübingen. In 1974 werd hij wetenschappelijk medewerker van Friedrich Nowakowski van het Instituut voor Criminologie van de Universiteit van Innsbruck. Hij habiliteerde uiteindelijk in 1987.
Van 1990 tot 1994 was hij hoogleraar in Innsbruck en vanaf 1994 in Wenen. Hij was verder gasthoogleraar aan universiteiten in Texas (1994), Turku (1999) en Ljubljana (2002 en 2005). Höpfels zwaartepunten liggen op het gebied van vergelijkend procesrecht, strafsystemen, dogmatiek in het strafrecht, en Europees en internationaal strafrecht.
Hij nam deel aan een groot aantal bijeenkomsten in binnen- en buitenland voor de Oostenrijkse regering en de Europese Commissie. Sinds 2001 was hij daarnaast juridisch adviseur voor de UNHCHR (mensenrechten) rondom vraagstukken over strafrechtelijke hervormingen in China. Hij was bestuurslid voor het Oostenrijks genootschap voor strafrecht en criminologie, de Oostenrijkse afdeling van de International Association of Penal Law en de Oostenrijkse Vereniging voor Europees Strafrecht (voorzitter).
Tot 2005 werkte hij naast zijn academische carrière als strafadvocaat aan zowel Oostenrijkse rechtbanken als het Europees Hof voor de Rechten van de Mens. Van 2005 tot 2008 was hij rechter ad litem van het Joegoslavië-tribunaal in Den Haag.